# Alexandra Marinescu
Alexandra Marinescu (* 19. März 1982 in Bukarest) ist eine ehemalige rumänische Kunstturnerin.
Sie begann im Alter von neun Jahren mit dem Turnen und trainierte in Bukarest mit der Junioren-Nationalmannschaft. Später wechselte sie nach Deva, um mit der Nationalmannschaft der Aktiven zu trainieren. 1995 nahm Marinescu zum ersten Mal an den Weltmeisterschaften teil. In Sabae wurde sie mit der rumänischen Mannschaft Weltmeisterin. Außerdem war sie Vierte am Stufenbarren und am Schwebebalken.
Bei den Weltmeisterschaften 1996 gewann Marinescu am Schwebebalken hinter der Russin Dina Kotschetkowa die Silbermedaille. Im selben Jahr nahm Marinescu an den Olympischen Spielen in Atlanta teil, bei denen sie mit der rumänischen Mannschaft hinter den USA und Russland die Bronzemedaille gewann. Außerdem erreichte sie am Schwebebalken den achten Platz. Eigentlich hätte Marinescu nicht bei den Olympischen Spielen teilnehmen dürfen, weil das Mindestalter damals bei 15 Jahren lag. Ihr Geburtsjahr wurde jedoch von der rumänischen Delegation manipuliert.
1997 wurde Marinescu mit der rumänischen Equipe bei den Weltmeisterschaften in Lausanne wieder Weltmeisterin und am Stufenbarren wurde sie Sechste. 1998 nahm sie noch am American Cup teil und musste dann ihre aktive Laufbahn wegen einer Skoliose beenden. 2002 erschien ein Buch, in dem sie die Misshandlungen im Training der rumänischen Turnerinnen anprangerte.